# Hridayendra Bir Bikram Shah Dev
Hridayendra Bir Bikram Shah Dev (ur. 30 lipca 2002 w Katmandu) – członek nepalskiej rodziny królewskiej, syn następcy tronu księcia Parasa. Był drugi w kolejności w sukcesji tronu do czasu zniesienia monarchii 28 maja 2008. 

## Życiorys
9 stycznia 2003, sześć miesięcy po narodzinach, w nawiązaniu do nepalskiej tradycji królewskiej, książę Hridayendra przeszedł tradycyjną ceremonię jedzenia ryżu. W czasie uroczystości był karmiony ryżem, najpierw przez swoją matkę, a potem przez pozostałych członków rodziny. Po ceremonii zgodnie z obyczajem premier Nepalu Lokendra Bahadur Chand ofiarował mu złoty naszyjnik. Następnie Hridayendra po raz pierwszy ukazał się publicznie w procesji rydwanów, w której został zabrany do świętych miejsc w Katmandu. Procesja ta miała symbolizować związek pomiędzy poddanymi a monarchią. 
Hridayendra uczęszczał do Rupy’s International School w Katmandu razem ze swoimi dwiema siostrami, Purniką i Kritiką. Na początku lipca 2008 wraz z rodzicami i siostrami opuścił kraj i wyjechał do Singapuru.

## Sukcesja tronu
Książę Hridayendra jest drugi w kolejności do objęcia w przyszłości tronu Nepalu zaraz po swym ojcu Parasie, jeżeli nastąpiłaby restytucja monarchii, ponieważ Nepal od 28 maja 2008 roku jest republiką federacyjną.
W sierpniu 2006 nepalski rząd przygotował ustawę zmieniającą zasady sukcesji w królestwie, dopuszczając możliwość sprawowania władzy przez każdego pierworodnego niezależnie od płci. Jeśli ustawa weszłaby w życie, książę Hridayendra ustąpiłby miejsca w kolejce do tronu swej starszej siostrze Purnice.
W lutym 2007 w Nepalu politycy rozpoczęli spekulacje na temat abdykacji dziadka i ojca na rzecz księcia Hirdayendry. W lipcu 2007 premier Nepalu Girija Prasad Koirala wezwał króla Gyanendrę do abdykacji na rzecz wnuka.